# Lasse Sandgren
Lasse Sandgren, född 9 juni 1944, död 28 augusti 2022 i Sollentuna distrikt, var en svensk trumslagare, som har spelat i Lee Kings. Sandgren var dessutom passare vid inspelningarna av Utvandrarna (1971) och Invandrarna (1972), samt skötte B-ljud vid inspelningen av En dröm om frihet (1969).